# 吳山 (弘治進士)
吴山（1456年—？），字仁卿，直隶常州府武進縣人，民籍，明朝政治人物。

## 生平
弘治八年（1498年）乙卯科應天府鄉試第六十七名舉人。弘治十二年（1499年）中式己未科會試第二百七十三名，二甲第五十名進士。官慶府長史。

## 家族
曾祖吴名二。祖吴適，知縣。父吴俊。母劉氏。慈侍下。弟瑜、瑛、琓、琏。